# 即応機動連隊
即応機動連隊（そくおうきどうれんたい、英称：Rapid Deployment Regiment）とは、平成26年度以降に係る防衛計画の大綱について（25大綱）によって示された統合機動防衛力の一翼を担うべく、陸上自衛隊に新編される連隊の一種。この連隊は新たな編制である「機動師団・機動旅団」の隷下部隊として平成29年度末（2018年3月27日）から編成を開始し、2023年（令和5年）までに6個連隊が編成されている。
従来、連隊は単一の職種で構成される最大の単位であったが、即応機動連隊は16式機動戦闘車を初めとする装輪装甲車などにより機動力と被輸送性を高めた諸職種部隊でパッケージ化されたものとなる。有事の際などに必要に応じて編成される諸職種部隊の普通科戦闘団とは異なり、平時より諸職種部隊で構成されている。

## 概要
新たに示された統合機動防衛力を実現すべく中期防衛力整備計画（26中期防）が策定、陸上自衛隊は15個ある師団・旅団の内、約半数に当たる7個を機動師団・機動旅団に改編して新ドクトリンが目指す機動運用能力を獲得させる方針を取る。この方針の下で即応機動連隊は機動師団・機動旅団の中核を担う隷下部隊として各種事態に即応すべく、航空機輸送に適した装備を重点的に導入する予定である。
主たる装備品として機動戦闘車、重迫撃砲などを配備し、軽装備の普通科部隊からなる先遣部隊はヘリコプター輸送により展開、引き続いて装甲車を含む一次展開部隊が航空機輸送により事態発生地点を抑える運用が取られる。機動手段としてはヘリコプターや輸送機のみならず、海上輸送も考慮されている。
即応機動連隊は約800人規模で成るとされ、部隊主力は30トンの貨物を積載できるC-2輸送機で機動して各種事態の対処にあたる。
改編対象となる師団・旅団は北から第2師団（司令部：北海道旭川市）、第5旅団（司令部：北海道帯広市）、第11旅団（司令部：北海道札幌市）、第6師団（司令部：山形県東根市）、第12旅団（司令部：群馬県榛東村）、第14旅団（司令部：香川県善通寺市）、第8師団（司令部：熊本県熊本市）の計7個単位が予定されていた。当初の部隊改編は26中期防期間中に2個師団と2個旅団の計4個単位が計画され、残る3個師・旅団の改編は次期中期防（31中期防）に持ち越された。ただし、第12旅団については、従来の空中機動部隊体制を維持するにあたり、本来地域配備師（旅）団が有する偵察戦闘大隊を編成したため、即応機動連隊は編成されなかった。

### 部隊編成までの流れ
雑誌「軍事研究」の記事では防衛省作成の説明資料中に第6師団、第8師団、第11旅団および第14旅団が装輪式機械化歩兵部隊を示す部隊符号が記載されており、これらが26中期防期間中に改編される可能性が高い、とされた。

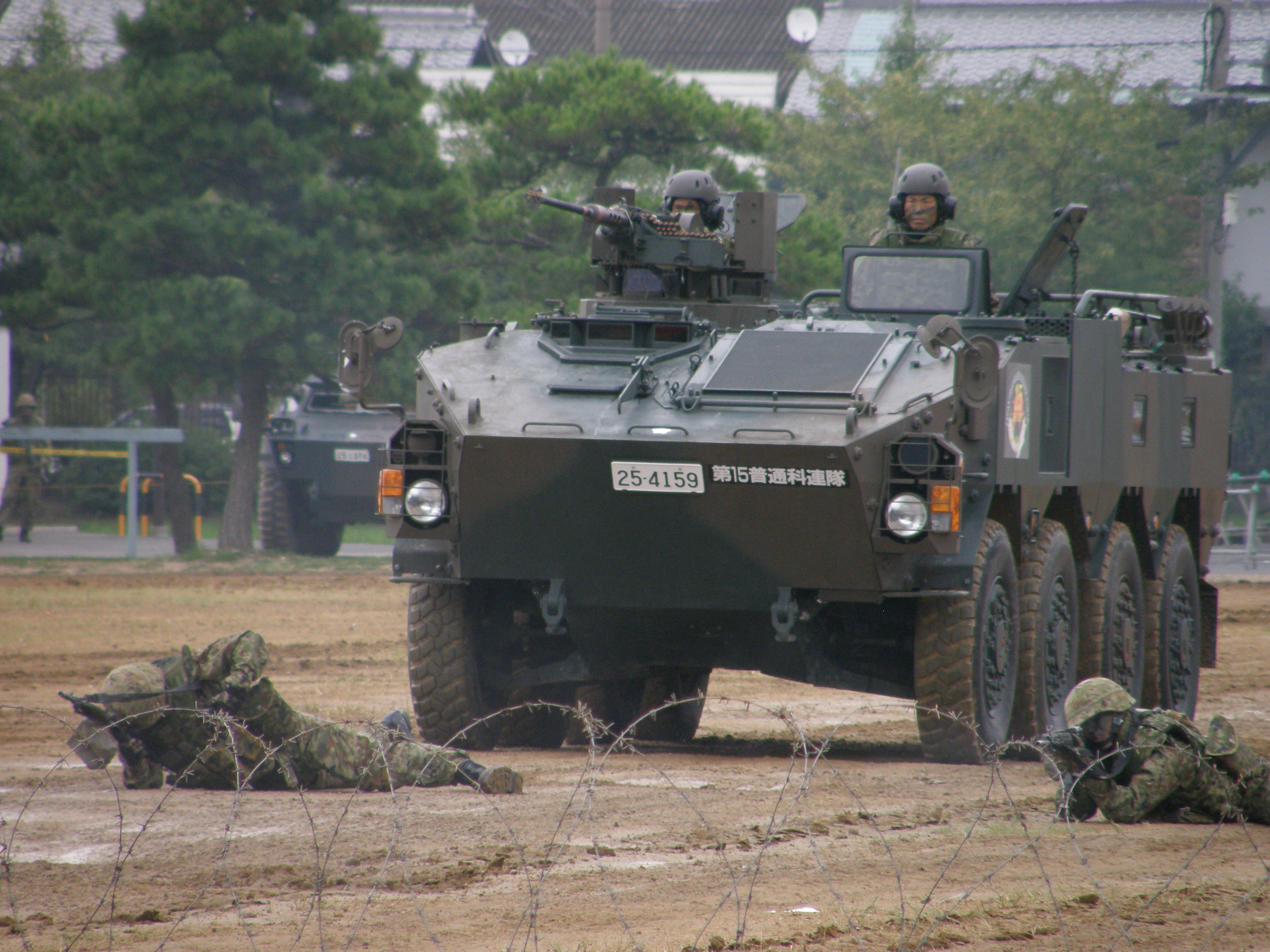
第15普通科連隊に配備された96式装輪装甲車

第14旅団隷下の第15普通科連隊（善通寺駐屯地）が、平成27年度に実施された同連隊の創隊記念日行事式辞において、即応機動連隊へ改編予定であることが紹介された。また同連隊は、改編の前段階として96式装輪装甲車を新しく配備しており、同記念日行事内で公開された。
また、第8師団隷下の第42普通科連隊（北熊本駐屯地）でも、2017年（平成29年）第8師団創隊記念日行事において96式装輪装甲車が公開され、さらに即応機動連隊への改編が発表された。また、2017年（平成29年）8月23日、第42普通科連隊第4中隊に16式機動戦闘車が配備された。

## 部隊編成
第15即応機動連隊の編成を以下に提示し、これを例に解説する。なお、部隊により、一部編成が異なる場合がある。
- 第3、第6、第10即応機動連隊の場合、北部方面隊区では引き続き師団旅団に戦車を配備する方針であることから師団、旅団内に戦車部隊が残されたため、1個中隊の「機動戦闘車中隊」として編制。
- 第3、第6、第10、第22即応機動連隊の場合、寒冷地であることから雪上車などの冬季戦用装備を引き続き装備している。

- 2023年（令和5年）3月に第3即応機動連隊には第4普通科中隊が編成された。

部隊編成の例

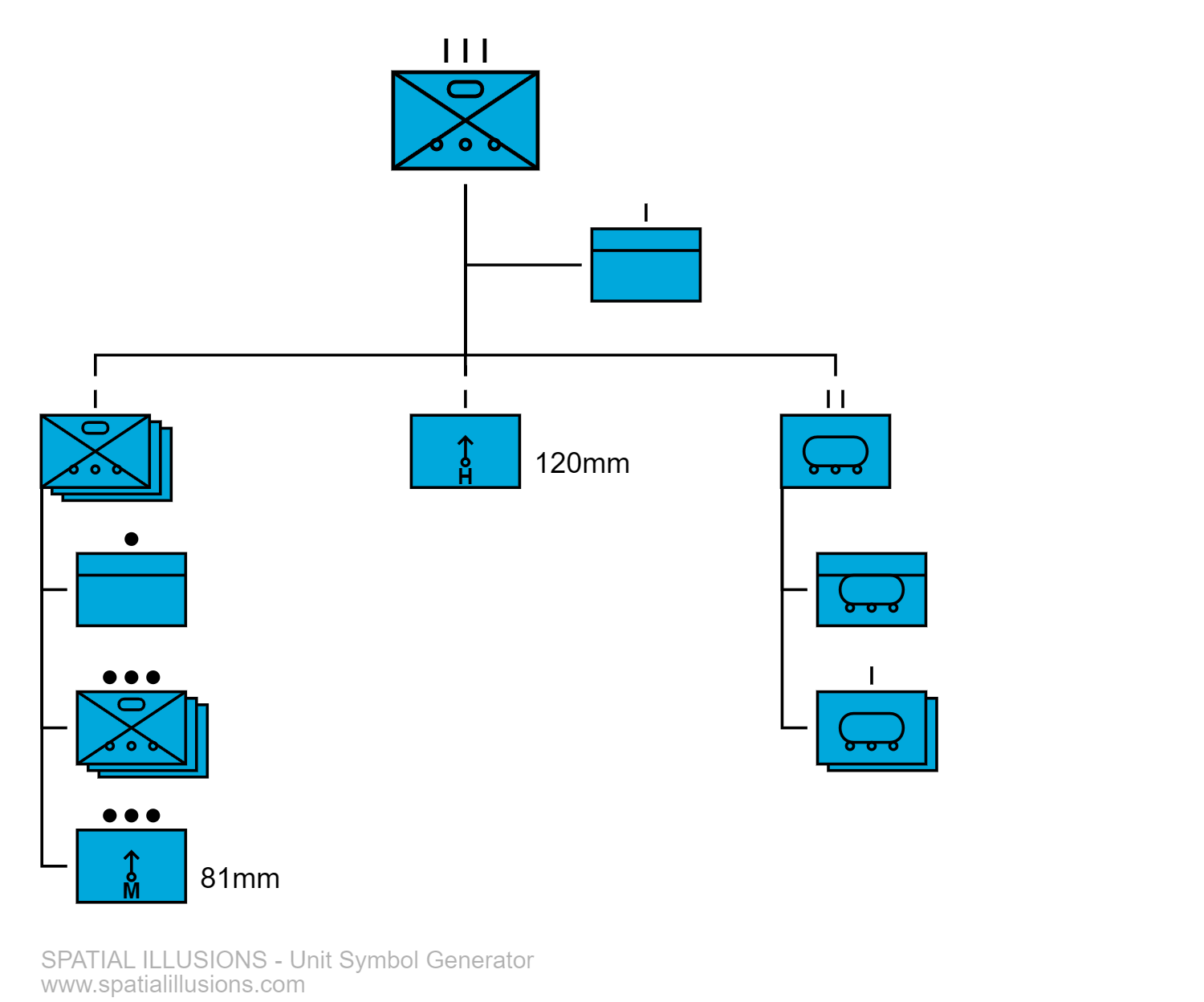
典型的な即応機動連隊の編成

- 連隊本部(RHQ) - 82式指揮通信車(CCV)
  - 第1科(S-1) - 人事 - 第1科広報室
  - 第2科(S-2) - 情報
  - 第3科(S-3) - 作戦（運用訓練）
  - 第4科(S-4) - 兵站
  - 最先任上級曹長(CSM)
- 本部管理中隊(HSCo)
  - 中隊本部
  - 連隊本部班
  - 補給小隊(普通科)(SupPt)
  - 通信小隊(通信科×普通科)(SigPt)
  - 衛生小隊(衛生科)(MedPt)
  - 偵察小隊(機甲科×普通科)(RcnPt) - 軽装甲機動車(LAV)、偵察用オートバイ
  - 施設小隊(施設科×普通科)(EPt)- 75式ドーザ
  - 対戦車小隊（普通科）(ATPt) - 中距離多目的誘導弾システム(MMPM)
  - 高射小隊（高射特科）(AAPt) - 93式近距離地対空誘導弾(近SAM)
  - 狙撃班(普通科)(SnpSqd)
- 第1普通科中隊(1iCo)
  - 中隊本部 - 運用訓練幹部、各係幹部および陸曹等
  - 第1小隊(1Pt) - 96式装輪装甲車(WAPC)
  - 第2小隊(2Pt) - 96式装輪装甲車(WAPC)
  - 第3小隊(3Pt) - 96式装輪装甲車(WAPC)
  - 迫撃砲小隊(MPt) - 高機動車、81mm迫撃砲 L16
- 第2普通科中隊(2iCo)
  - 中隊本部 - 運用訓練幹部、各係幹部および陸曹等
  - 第1小隊(1Pt) - 96式装輪装甲車(WAPC)
  - 第2小隊(2Pt) - 96式装輪装甲車(WAPC)
  - 第3小隊(3Pt) - 96式装輪装甲車(WAPC)
  - 迫撃砲小隊(MPt) - 高機動車、81mm迫撃砲 L16
- 第3普通科中隊(3iCo)
  - 中隊本部 - 運用訓練幹部、各係幹部および陸曹等
  - 第1小隊(1Pt) - 96式装輪装甲車(WAPC)
  - 第2小隊(2Pt) - 96式装輪装甲車(WAPC)
  - 第3小隊(3Pt) - 96式装輪装甲車(WAPC)
  - 迫撃砲小隊(MPt) - 高機動車、81mm迫撃砲 L16
- 火力支援中隊（野戦特科） - 120mm迫撃砲 RT
- 機動戦闘車隊（機甲科）　
  - 機動戦闘車隊本部
  - 本部付隊(MCVu) - 16式機動戦闘車(MCV)、96式装輪装甲車(WAPC)、軽装甲機動車(LAV)
    - 付隊本部
    - 通信班[7]
    - 補給班

  - 第1機動戦闘車中隊(1MCo) - 16式機動戦闘車(MCV)、96式装輪装甲車(WAPC)、軽装甲機動車(LAV)
  - 第2機動戦闘車中隊(2MCo) - 16式機動戦闘車(MCV)、96式装輪装甲車(WAPC)、軽装甲機動車(LAV)

従来の普通科連隊と比較し、重迫撃砲を扱う火力支援中隊が野戦特科職種とされている点、普通科連隊に無い機動戦闘車隊（機甲科）や本部管理中隊高射小隊（高射特科）が編成されている点が挙げられる。
即応機動連隊はこれらの戦闘部隊に加え、本部管理中隊の通信科・施設科・需品科・衛生科的役割および対戦車火力を含め、「常設の普通科戦闘団」的性格を持った部隊として編成されている。普通科戦闘団の相違点として、施設能力については普通科戦闘団が施設中隊を編成しているのに対し、即応機動連隊は本部管理中隊に施設小隊を編成している点が挙げられる。

## 対象部隊

### 2018年（平成30年）3月27日
中部方面隊
- 第14旅団 - 第15即応機動連隊

西部方面隊
- 第8師団 - 第42即応機動連隊

### 2019年（平成31年）3月26日
北部方面隊
- 第11旅団 - 第10即応機動連隊

東北方面隊
- 第6師団 - 第22即応機動連隊

### 2022年（令和4年）3月17日
北部方面隊
- 第2師団 - 第3即応機動連隊

### 2023年（令和5年）3月16日
北部方面隊
- 第5旅団 - 第6即応機動連隊[8]